# Eisenerzské Alpy
Eisenerzské Alpy podle klasifikace Východních Alp (AVE) jsou jižní částí Ennstalských Alp v Rakousku. Jsou pojmenované podle historického hornického města Eisenerz. Od pohoří Gesäuse na severu je oddělují pohoří Radmer a Johnsbachgraben a Kaiserau. Východní hranice probíhá údolími Erzbach a Vordernberger. Na jihu zasahují až k řece Mura a na západě jsou ohraničeny údolími Liesing a Paltental, kudy vede důležitý alpský traverz přes Schoberpass (849 m). Na rozdíl od vápencových masivů Ennstalských Alp však patří do droby, a proto jsou často považovány za samostatné pohoří.[1] Nejvyšším vrcholem je Gößeck (2214 m) v masivu Reiting v jihovýchodní část pohoří, za nejznámější horu je často považován Eisenerzer Reichenstein (2165 m).

## Erzberg

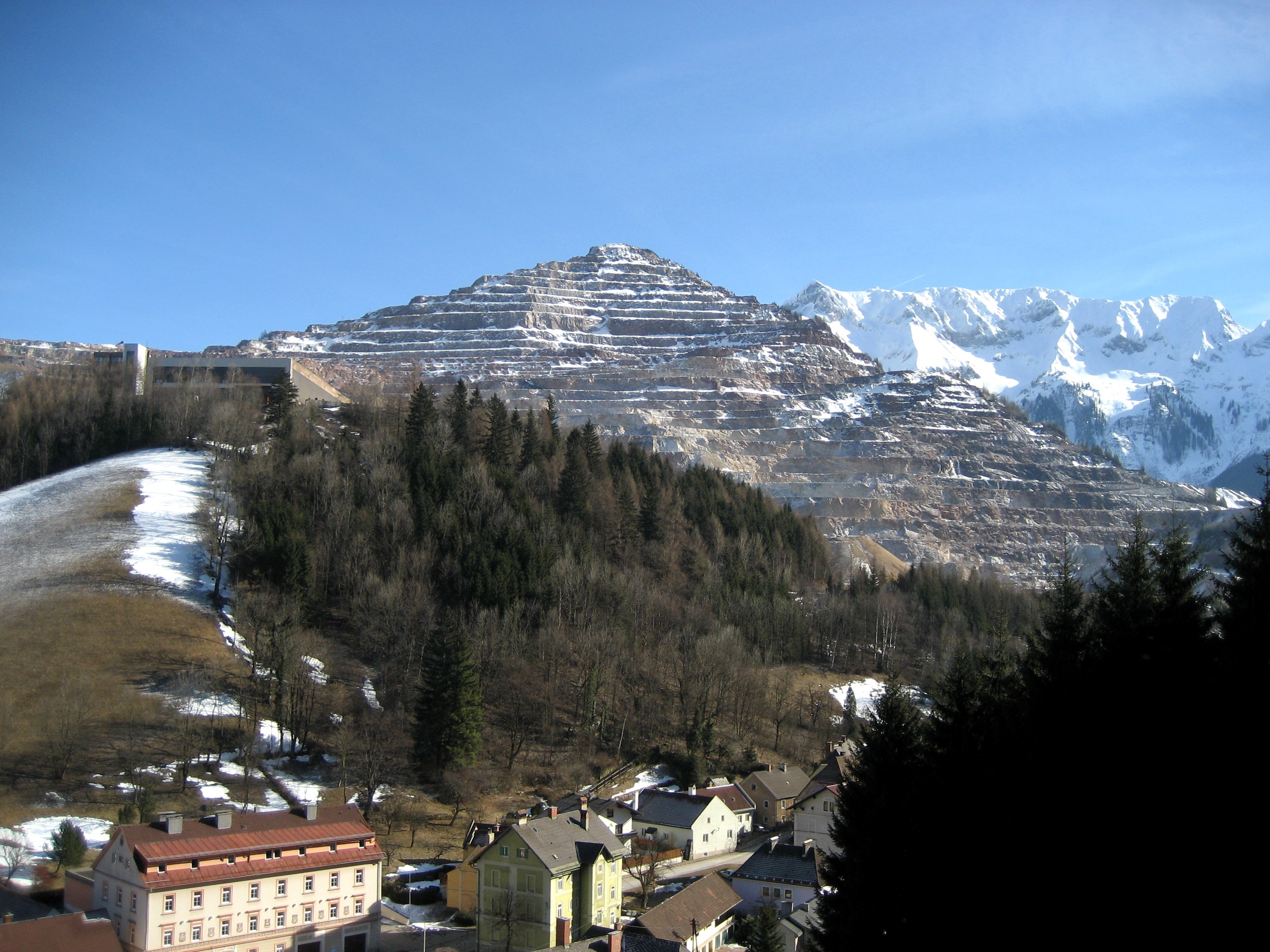
Eisenerz s Erzbergem

Hora Erzberg leží na východním okraji skupiny. Je považována za největší ložisko sideritu (FeCO3) na světě, ale v důsledku promíchání s jinými rudami obsahuje pouze 20-40 % železa.
Kdy se na Erzbergu začala těžit železná ruda, se dosud nepodařilo objasnit a pro často uváděnou těžbu rudy v římské době neexistují žádné vědecké důkazy. Je prokázáno, že železo se na Erzbergu těžilo přinejmenším od vrcholného středověku. V raném novověku byla těžba "zbrojnicí" habsburské monarchie a zásobovala tzv. malý železářský průmysl celého jádra Rakouska-Uherska (Eisenwurzen v Horním Štýrsku). V této době však byly hory také rozsáhle odlesněny, aby se zajistilo palivo pro hutnictví. V 19. století zažila těžba železa velký rozmach, vytěžené rudy se dopravovaly po Rudolfově dráze do hutí v Linci a Leobenu (Donawitzovy železárny), i když až do poloviny 20. století se tam dopravovaly po Erzberské dráze, od té doby také po Rudolfově dráze přes Selzthal. V roce 1986 byla podzemní těžba ukončena a ve štolách byl zřízen výstavní důl. Předpokládá se, že ložisko rudy vydrží ještě několik desetiletí. 

## Chaty
- Reichensteinhütte ( 2136 m ): na vrcholu Eisenerzer Reichenstein ; Východní výchozí bod vysokohorské cesty Eisenerzer Alpen
- Mödlinger Hütte ( 1523 m ): nástupiště pro Admonter Reichenstein ( Gesäuse ); místní hora Spielkogel; západní výchozí bod vysokohorské cesty Eisenerzer-Alpen; krásná túra přes Flitzenalm k chatě Klinke
- Klinke-Hütte (1486 m): nástupiště pro Admonter Kalbling a Sparafeld (Gesäuse); nenáročná túra na Lahngangkogel; krásná, motivační túra přes Flitzenalm k chatě Mödlinger Hütte

## Turistika
Oblast je turisticky rozvinutá s mnoha turistickými trasami, ale nabízí pouze jednu spravovanou horskou chatu s možností přenocování, Reichensteinhütte. Ta je zároveň základnou pro severojižní dálkovou turistickou trasu, která se zde dotýká Eisenerzských Alp. Eisenerzské Alpy jsou poněkud ve stínu svých větších sousedů: Nízkých Taur, pohoří Gesäuse a Hochschwabu. Velmi oblíbená je stezka Grete-Klinger-Steig, která vede přes hřebeny Vordernberských stěn a vyžaduje hlavu pro výšky a jistotu, ale je výborně vybavena lanovými jistícími prostředky.
V okrajových oblastech (Präbichl, Wald am Schoberpaß, Kaiserau) se nacházejí malé areály zimních sportů, které nabízejí možnost sjezdového i běžeckého lyžování.